# خا-۲۹
خا-۲۹ (Kh-29) یک موشک هوابه‌سطح ساخت شوروی با برد ۱۰ تا ۳۰ کیلومتر و دارای کلاهکی ۳۲۰ کیلوگرمی است. این موشک بر پایهٔ مدل، دارای هدایت لیزری، فروسرخ، راداری فعال یا تلویزیونی است و معمولاً توسط هواپیماهای تاکتیکی مانند سوخو-۲۴، سوخو ۳۰، میگ-۲۹کی و همچنین سوخو-۲۵ حمل می‌شود.
خا-۲۹ برای استفاده علیه اهداف و زیرساخت‌های بزرگ‌تر میدان نبرد مانند ساختمان‌های صنعتی، انبارها و پل‌ها، در نظر گرفته شده‌است، اما می‌تواند علیه کشتی‌های تا ۱۰٬۰۰۰ تُن، پناهگاه‌های مستحکم‌شدهٔ هواپیما و باندهای بتنی نیز استفاده شود.
نخستین شلیک خا-۲۹ در سال ۱۹۷۶ انجام شد و پس از آزمایش‌های گسترده، این موشک، در سال ۱۹۸۰ مورد استفاده قرار گرفت.
این موشک با موشک ای‌جی‌ام-۶۵ ماوریک ایالات متحده مقایسه می‌شود اما ماوریک، یک موشک بسیار کوچک‌تر است و وزن آن، کمتر از نیمی از وزن خا-۲۹ است.

## پیشینهٔ عملیاتی
خا-۲۹ در سال ۱۹۸۰ در نیروی هوایی شوروی وارد خدمت شد و از آن زمان تاکنون به‌طور گسترده‌ای صادر شده‌است.
خا-۲۹اِل توسط هواپیماهای سوخو-۳۴ و سوخو-۲۴ در مداخله روسیه در جنگ داخلی سوریه در سال ۲۰۱۵ مورد استفاده قرار گرفت.

### درگیری ۲۰۱۴ لیبی
موشک‌های خا-۲۹ در دههٔ ۱۹۸۰ برای استفاده توسط سوخو۲۴های نیروی هوایی لیبی به لیبی عرضه شد. این هواپیماها همگی در جریان مداخله ناتو در سال ۲۰۱۱ منهدم شده‌اند و هیچ هواپیمای دیگری در زرادخانهٔ لیبی نمی‌تواند از این موشک‌ها استفاده کند. از این رو، آن‌ها به راکت‌های سطح‌به‌سطح هدایت‌نشده تبدیل شده‌اند که از کامیون‌هایی اصلاح‌شده پرتاب می‌شوند و باله‌های آن‌ها در جلو و عقب برداشته شده‌اند که مسیر پروازی تا حدودی پایدارتری داشته باشند. آن‌ها توسط نیروهای دولت نجات ملی در اطراف طرابلس در سال ۲۰۱۴، در طول جنگ داخلی دوم لیبی مورد استفاده قرار گرفتند (از انبارهای پایگاه هوایی قرضابیه ضبط شدند).

### حملهٔ ۲۰۲۲ روسیه به اوکراین
موشک خا-۲۹ احتمالاً در حمله ۲۰۲۲ روسیه به اوکراین استفادهٔ محدودی داشته که از هواپیماهای سوخو-۳۴ شلیک شده‌اند.

## مدل‌ها
- خا-۲۹اِل: از یک جستجوگر لیزری نیمه‌فعال استفاده می‌کند و دارای برد ۸–۱۰ کیلومتر است.[۳][۱۳]
- خا-۲۹اِم‌اِل: نسخهٔ ارتقایافتهٔ خا-۲۹اِل است.
- خا-۲۹تی: نسخهٔ هدایت تلویزیونی است.[۱۳]
- خا-۲۹تی‌ئی: نسخهٔ دوربرد است (۳۰ کیلومتر) و ارتفاع پرتاب آن، ۲۰۰–۱۰٬۰۰۰ متر است.[۳][۱۴]
- خا-۲۹اِم‌پی: گونه‌ای است که از آشیانه‌یابی راداری فعال استفاده می‌کند و آن را تبدیل به یک موشک شلیک و بعد هیچ می‌کند. وزن کلاهک آن، ۲۵۰ کیلوگرم و برد آن، ۱۲ کیلومتر است.
- خا-۲۹دی: از هدایت تصویربرداری فروسرخ استفاده می‌کند.

## کاربران

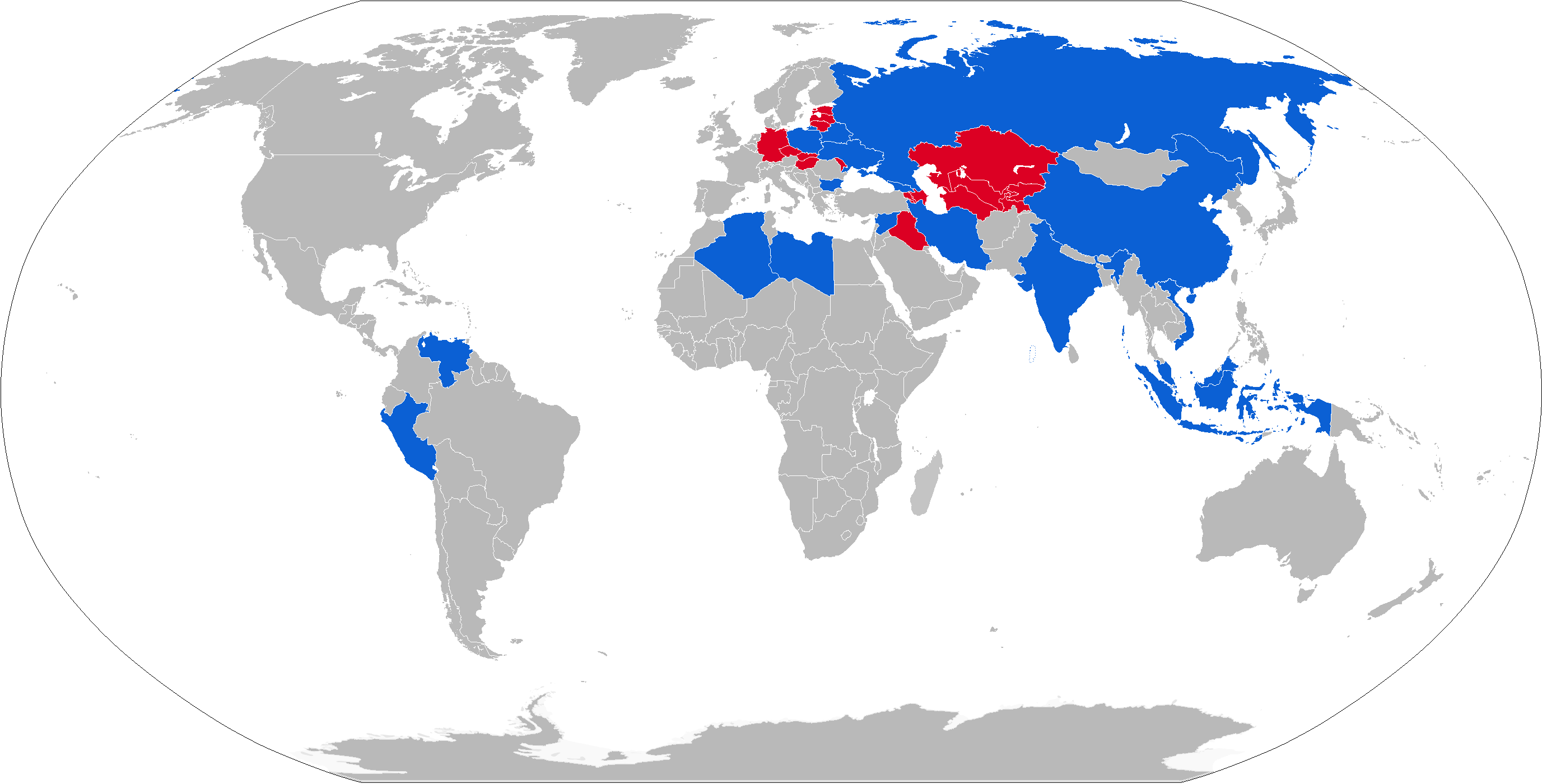
نقشهٔ کاربران خا-۲۹ به رنگ آبی و کاربران پیشین، به رنگ قرمز

### کاربران کنونی
- روسیه: نیروی هوایی روسیه[۴]
- هند: نیروی هوایی هند[۴] و نیروی دریایی هند[۱۵]
- الجزایر: نیروی هوایی الجزایر[۱۶]
- بلاروس: نیروی هوایی بلاروس[۴]
- بلغارستان: نیروی هوایی بلغارستان
- گرجستان: نیروی هوایی گرجستان[۱۷]
- اندونزی: نیروی هوایی اندونزی[۱۸][۱۹]
- ایران: نیروی هوایی ارتش ایران در سوخو-۲۴ها
- قزاقستان
- کره شمالی[۲۰]
- لیبی: دولت نجات ملی[۱۱]
- مالزی: نیروی هوایی سلطنتی مالزی
- چین: نیروی هوایی چین[۲۱]
- لهستان: نیروی هوایی لهستان[۴]
- سوریه: نیروی هوایی سوریه[۲۲]
- صربستان: نیروی هوایی صربستان
- اوکراین: نیروی هوایی اوکراین[۴]
- پرو: نیروی هوایی پرو
- ونزوئلا: نیروی هوایی ونزوئلا
- ویتنام: نیروی هوایی خلق ویتنام
- یمن: نیروی هوایی یمن

### کاربران پیشین
- چکسلواکی[۴]
- آلمان شرقی[۴]
- آلمان
- مجارستان: نیروی هوایی مجارستان
- عراق: نیروی هوایی عراق
- لیبی: نیروی هوایی لیبی[۱۱]
- اسلواکی: نیروی هوایی اسلواکی[۴]
- اتحاد جماهیر شوروی: نیروی هوایی شوروی